# 해리 섀넌
해리 섀넌(Harry Shannon, 1890년 6월 13일 ~ 1964년 7월 27일)은 미국의 배우이다. 보통 서부 관련된 작품을 자주 촬영하였다.

## 영화
- 시민 케인
- 홀드 백 더 돈
- 마음의 행로
- 농부의 딸
- 상하이에서 온 여인
- 바람에 쓴 편지
- 악의 손길